# The Wedding Samba
The Wedding Samba (em português: O Samba Nupcial) é uma canção escrita por A. Ellestein, Allan Small e J. Liebowitz, e gravada originalmente por Carmen Miranda com as Andrews Sisters para a Decca Records, em 12 de dezembro de 1949.

## Sobre a canção
Originalmente intitulada "The Wedding Rhumba", a canção faz parte da trilha sonora do filme Numa Ilha com Você (1948), da Metro-Goldwyn-Mayer. A canção é baseada na melodia "Der Nayer Sher", composta por Abraham Ellstein em 1940 e gravada pelas The Barry Sisters.
Tornou-se bastante popular e, em 28 de janeiro de 1950, alcançou sua melhor posição na tabela musical da revista Billboard, alcançando o número 23 no Official Top 100 singles.

## Recepção
Em sua crítica, a revista Billboard escreveu em 11 de fevereiro de 1950: "Uma melodia de casamento judaico em ritmo de samba se destaca como uma das principais faixas atuais, sob a hábil interpretação de Carmen Miranda e Andrews Sisters".

## Regravações
Também fez grande sucesso na voz de Edmundo Ros, vendendo mais de 3 milhões de cópias em todo o mundo.  Outras versões incluem as de Xavier Cugat e sua Orquestra, Joe Loss, Bob Crosby e Karel Gott.